# 마사테낭고

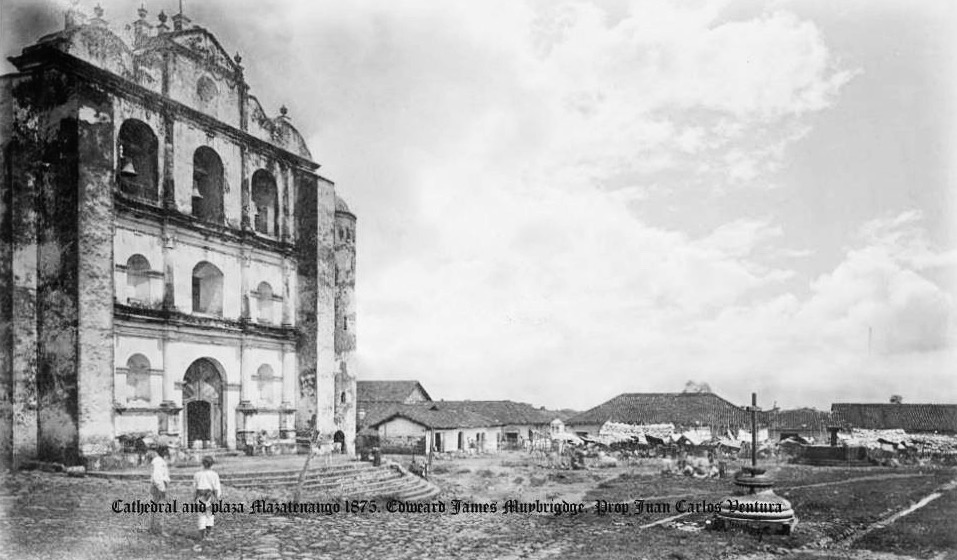

마사테낭고(스페인어: Mazatenango)는 과테말라의 도시로 수치테페케스 주의 주도이며 면적은 356km2, 높이는 374m, 인구는 100,000명(2010년 기준)이다. 과테말라의 수도인 과테말라 시에서 165km 정도 떨어진 곳에 위치한다.